# Titanio sericatalis
Titanio sericatalis là một loài bướm đêm trong họ Crambidae.